# Kometes (Vater des Asterion)
Kometes (altgriechisch Κομήτης Komḗtēs) war laut Apollonios von Rhodos in der griechischen Mythologie der Vater des Argonauten Asterion. Möglicherweise ist er identisch mit einem anderen Kometes, einem Lapithen aus der Kentaurenschlacht.
Laut Hyginus Mythographus stammte Asterion aus der Verbindung von Antigone, der Tochter des Königs Pheres von Iolkos in Thessalien, mit Pyremos. 